# عكبرا
عُكْبَرا هي بلدة على ضفاف دجلة بين بغداد وسامَرّاء ، كانت عامرة في العهد العباسي.
كان فيها تل يسمى «تل عُكْبَرا» ، نُسب إليها المحدث التلعكبري.

## ذكر عكبرا في الكتب
وقد جاء ذكر البلدة في كُتب الجغرافيين والرحالة العرب، فقد ذكرها المهلبي العزيزي حيث قال: «بين عكبرا وبين مدينة البردان أربعة فراسخ.»
وذكرها شمس الدين المقدسي (ت. نحو 390 هـ) قائلا: «وفي وجه سامرا مدينة عكبرا وهي كبيرة عامرة، كثيرة الفواكه جيدة الاعناب سرية.»
وذكرها ياقوت الحموي (ت. 626 هـ) في معجمه قائلا: «بليدة من نواحي دُجيل قرب صريفين وأوَانا بينها وبين بغداد عشرة فراسخ، والنسبة إليها عكبري وعكبراوي، منها شيخنا إمام عصره محب الدين أبو البقاء عبد اللهَ بن الحسين النحوي العكبري مات في ربيع الأول سنة 616.»
كما ذكرها ابن خلكان (ت. 681 هـ) في وفيات الأعيان قائلا: «هي بليدة على دجلة فوق بغداد بعشرة فراسخ خرج منها جماعة من العلماء وغيرهم.»
و قد ذكرها السيوطي في كتابه تاريخ الخلفاء حيث دارت معركة بين تورون وسيف الدولة أبو الحسن علي بن عبد الله بن حمدان في سنة 331 هجري في زمن الخليفة العباسي المتقي لله.

## آثار عكبرا
وقد جاء على سارية بجامع عكبرا أبيات تقول:

## أعيان عكبرا
- الشيخ المفيد (336 هـ / 948م - 413 هـ / 1022م)
- التلعكبري (ت. 385 هـ / 995 م)
- ابن بطة العكبري (304 - 387 هـ)
- أبو البقاء العكبري (538 - 616 هـ / 1143 - 1219 م)
- محمد بن عبد الرحمن العكبري (ت. بعد 665 هـ / بعد 1267 م)
- ابن ماكولا (422 - 475 هـ / 1030 - 1082 م)
- الحسن بن شهاب العكبري (أغسطس 946 - 3 مايو 1037) (المحرم 335 - 15 رجب 428) فقيه وشاعر

## أعلام
- ابن ماكولا
- ابن بطة العكبري

## وصلات خارجية
- الحركة الفكرية والثقافية في عكبرا خلال العصر العباسي - عبد الإله علي حسن البداوي
- صفحة عكبرا على موقع فهرس.نت